# لارس شیبرگسون
لارس شیبرگسون (فنلاندی: Lars Schybergson; ۷ دسامبر ۱۸۸۴ – ۱۲ دسامبر ۱۹۷۶) بازیکن فوتبال اهل فنلاند بود.
وی همچنین در تیم ملی فوتبال فنلاند بازی کرده‌است.